# Terra rara
| subclasse de        | element químic |
| nom curt            | ree, rem |
| descrit per la font | Diccionari Enciclopèdic Brockhaus i Iefron, Diccionari Enciclopèdic Brockhaus i Iefron, Petit Diccionari Enciclopèdic Brockhaus i Efron, Encyclopædia Britannica |

Les terres rares són un conjunt de disset elements químics, metalls, amb propietats semblants que inclou l'escandi i l'itri del grup 3 de la taula periòdica i els quinze elements de la sèrie dels lantanoides (La, Ce, Pr, Nd, Pm, Sm, Eu, Gd, Tb, Dy, Ho, Er, Tm, Yb i Lu). Són algunes de les primeres matèries estratègiques en l'economia mundial.
Es van descobrir al llarg del segle xix, però no va ser fins al Projecte Manhattan, a la dècada de 1940, que se'ls va poder purificar industrialment. A la dècada de 1970 l'itri va trobar una aplicació massiva en la fabricació de fosforòfors dels tubs de raigs catòdics emprats en les pantalles dels televisors en color. A poc a poc es van fer indispensables principalment en tres àmbits: l'electrònica de consum; la indústria armamentística, en especial els sistemes de comunicació adherits a míssils i a drons, i el sector de l'energia neta, ja que formen part dels potents imants que s'usen en els motors dels cotxes híbrids o en els aerogeneradors.
Alguns d'aquests metalls són, al contrari del que suggereix el nom, força abundants a l'escorça terrestre, però no es troben en grans acumulacions sinó que estan dispersos i combinats amb altres elements: a la mina xinesa més rica, cal extraure 1.000 kg de mineral brut per a obtenir 60 kg de metalls rars. L'abundància del ceri és, per exemple, d'unes 48 parts per milió (ppm), mentre que la de tuli i luteci és de només 0,5 ppm. En la seva forma elemental, les terres rares tenen un aspecte metàl·lic i són bastant tendres, mal·leables i dúctils. Aquests elements són químicament molt reactius, especialment a altes temperatures o quan es molen.

## Primeres descobertes i denominació

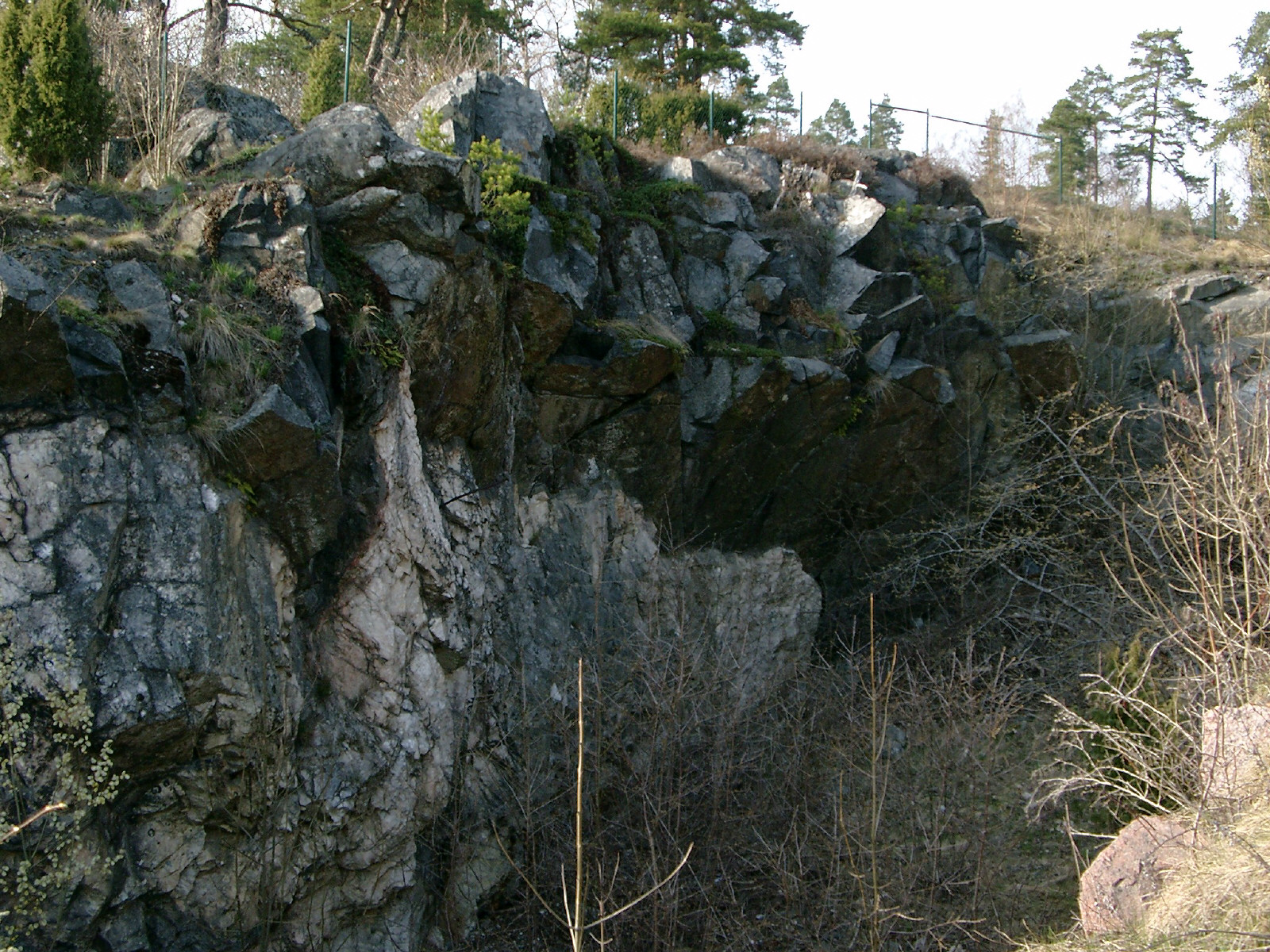
Mina d'Ytterby

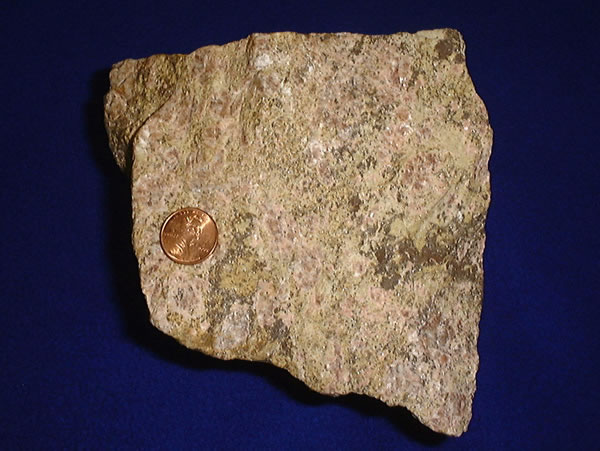
Mineral de terres rares

El 1787, un mineralogista amateur, el tinent d'artilleria de l'exèrcit suec Carl Axel Arrhenius, va visitar les pedreres de feldespat d'Ytterby i va descobrir un mineral negre que va anomenar «yterbita». En va identificar un nou òxid del qual es va obtenir l'itri. El 1803, el ceri va ser identificat independentment a Alemanya per Martin Heinrich Klaproth i a Suècia per Jöns Jacob Berzelius i Wilhelm Hisinger. El nom de terres rares prové del fet que en el moment del seu descobriment els òxids resistents al foc s'anomenaven terres.
| Z  | Símbol | Nom        | Etimologia                                                                         | Aplicació |
| -- | ------ | ---------- | ---------------------------------------------------------------------------------- | --- |
| 21 | Sc     | escandi    | Del llatí Escandia (Escandinàvia).                                                 | Aliatges lleugers d'alumini-escandi: aeronàutica militar; additiu (ScI 2) en làmpades d'halurs metàl·lics; 46Sc: traçador radioactiu a les refineries. |
| 39 | Y      | itri       | Del poble d'Ytterby, Suècia, on es va descobrir el primer mineral de terres rares. | Làsers: Granat d'itri-alumini dopat de lantanoides (YAG) (Nd, Ho, Er, Tm, Yb); vanadat YVO₄ dopat amb l'Eu: fòsfors vermells (TV); dopat amb Nd: làser; dopat amb Ce3+: LED GaN; bombetes fluorescents compactes; òxid mixt de bari, coure i itri (YBCO): superconductors a alta temperatura; zirconi estabilitzat per l'itri (YSZ): ceràmica conductora refractària; granat de ferro i itri (YIG): filtres de microones; bugies; 90I: tractament del càncer. |
| 57 | La     | lantà      | Del grec λανθάνειν, "ocult".                                                       | Bateries d'hidrur níquel-metall; vidres d'alt índex de refracció i baixa dispersió; làser (YLaF); vidres fluorats; emmagatzematge d'hidrogen. |
| 58 | Ce     | ceri       | Del planeta nan Ceres, nomenat després de la deessa romana de l'agricultura.       | Agent químic oxidant; pols de poliment per vidre (CeO 2); colorant groc de vidres i ceràmica; decoloració de vidre; catalitzadors: recobriments auto-netejables; YAG dopat amb Ce: fosforòfor groc i verd per a díodes emissors llum; mànegues incandescents per enllumenat. |
| 59 | Pr     | praseodimi | Del grec πράσινος, "verd pàl·lid", i δίδυμος, "bessó".                             | Imants permanents (aliatges de Nd); amplificadors de fibra; colorants de vidres (verd) i ceràmiques (groc); vidres de soldador (aliatges amb Nd). |
| 60 | Nd     | neodimi    | Del grec νεο-, "nou" i δίδυμος, "bessó".                                           | Imants permanents (aerogeneradors, petites centrals hidroelèctriques, cotxes híbrids); làsers YAG; tenyit violeta de vidres i ceràmica; condensadors ceràmics; ulleres de soldar (aliatges de Pr). |
| 61 | Pm     | prometi    | Tità Prometeu, que va provocar foc als mortals.                                    | Aplicacions potencials de 147Pm: pintures lluminoses, bateries nuclears, font d'energia per a sonda espacial. |
| 62 | Sm     | samari     | De l'enginyer miner rus Vasily Samarsky-Bykhovets.                                 | Imants permanents (SmCo₅); làsers de raigs X; catalitzadors; captura de neutrons; mestres; 153Sm: radioteràpia. |
| 63 | Eu     | europi     | Continent europeu.                                                                 | Llumins de color vermell (Eu3+) i blau (Eu2+): làmpades fluorescents compactes, pantalles de raigs X intensificades, TV; làser; criptes: sondes biològiques mitjançant transferència d'energia entre molècules fluorescents; barres de control (reactors nuclears). |
| 64 | Gd     | gadolini   | Johan Gadolin, descobridor de l'iitri el 1794.                                     | Làsers; captura de neutrons: reactors nuclears; IRM agent de contrast; fosforòfors verds; intensificació de pantalles de rajos X; additiu d'acers. |
| 65 | Tb     | terbi      | Del poble d'Ytterby, Suècia.                                                       | Fosforòfors verds: làmpades fluorescents compactes, pantalles de raigs X intensificades, TV; làser; criptes (vegeu Eu); Terfenol-D (Tb0,3Dy0,7Fe1,9): magnetostricció, transductors. |
| 66 | Di     | disprosi   | Del grec δυσπρόσιτος, "difícil d'obtenir".                                         | Imants permanents; làmpades d'halurs metàl·lics; discs durs; làser; Terfenol-D. |
| 67 | Ho     | holmi      | Del llatí Holmia, forma llatinitzada d'Estocolm.                                   | Làsers quirúrgics per infrarojos; colorant de vidres de color rosa; calibració estàndard en espectrofotometria; mants permanents. |
| 68 | Er     | erbi       | Del poble d'Ytterby, Suècia.                                                       | Làsers per infrarojos (odontologia); amplificadors de fibra òptica; tint rosat de vidres i ceràmica. |
| 69 | Tm     | tuli       | De la terra mitològica del nord, Tule.                                             | Fòsfors blaus per a pantalles d'intensificació de raigs X; superconductors d'alta temperatura; làsers YAG d'infrarojos;170Tm: braquiteràpia, radiografia portàtil. |
| 70 | Yb     | iterbi     | Del poble d'Ytterby, Suècia.                                                       | Làsers d'infrarojos propers; rellotge atòmic; acer inoxidable;169Yb: radiografia portàtil. |
| 71 | Lu     | luteci     | Lutècia, antic nom de París.                                                       | Detectors de tomografia per emissió de positrons; Tantalat LuTaO₄ amfitrió de fosforòfors per electrons i raigs X. |

La producció no és simple, atès que les terres rares tenen propietats químiques molt similars. I un mateix mineral pot contenir fins a setze elements diferents amb aplicacions i usos molt diferents. La separació és un procés molt costós. A principi del segle xx, Paul-Émile Lecoq de Boisbaudran o Georges Urbain van desenvolupar tècniques de separació per cristal·lització fraccionada. Per a la investigació, Urbain va fundar un laboratori de terres rares als anys de 1930 a l'Escola Nacional de Química de París. En la indústria, la primera empresa química sobre terres rares, una planta de tractament de monazites a Serquigny, va ser fundada el 1919 per Georges Urbain amb el suport financer del grup Worms. Aquesta fàbrica va ser destruïda per bombardejos durant la Segona Guerra Mundial. El 1948, Rare Earths va establir una instal·lació a La Rochelle que es va convertir en la planta Rhodia-Rare Earths.

## Estat natural
L'explotació comercial d'aquests element és complicada perquè els minerals estan dispersos i a baixa concentració. Tanmateix només són relativament rars, per comparació al volum d'altres minerals. No obstant això, a causa de les seves propietats geoquímiques, es distribueixen de manera molt desigual a la superfície de la Terra, sovint per sota concentracions que fan l'extracció econòmicament viable.

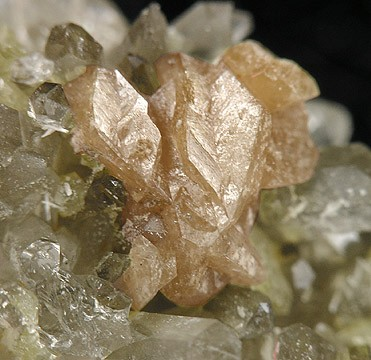
Monazita-(Ce)

Dos minerals representen la majoria de les reserves de terres rares del món: la 
- la bastnäsita (Ln, Sc, Y)CO 
3F, principalment a la Xina i als Estats Units;
- la monazita, principalment a Austràlia, el Brasil, la Xina, l'Índia, Malàisia, Sud-àfrica, Sri Lanka, Tailàndia i els Estats Units, dividits en quatre varietats segons la composició química (els elements indicats entre parèntesis) són els més abundants en disminuir la concentració): 
  - Monazita-(Ce) (Ce, La, Pr, Nd, Th, Y)PO 
4;
  - Monazita-(La) (La, Ce, Nd, Pr)PO 
4;
  - Monazita-(Nd) (Nd, La, Ce, Pr)PO 
4;
  - Monazita-(Pr) (Pr, Nd, Ce, La)PO 
4.

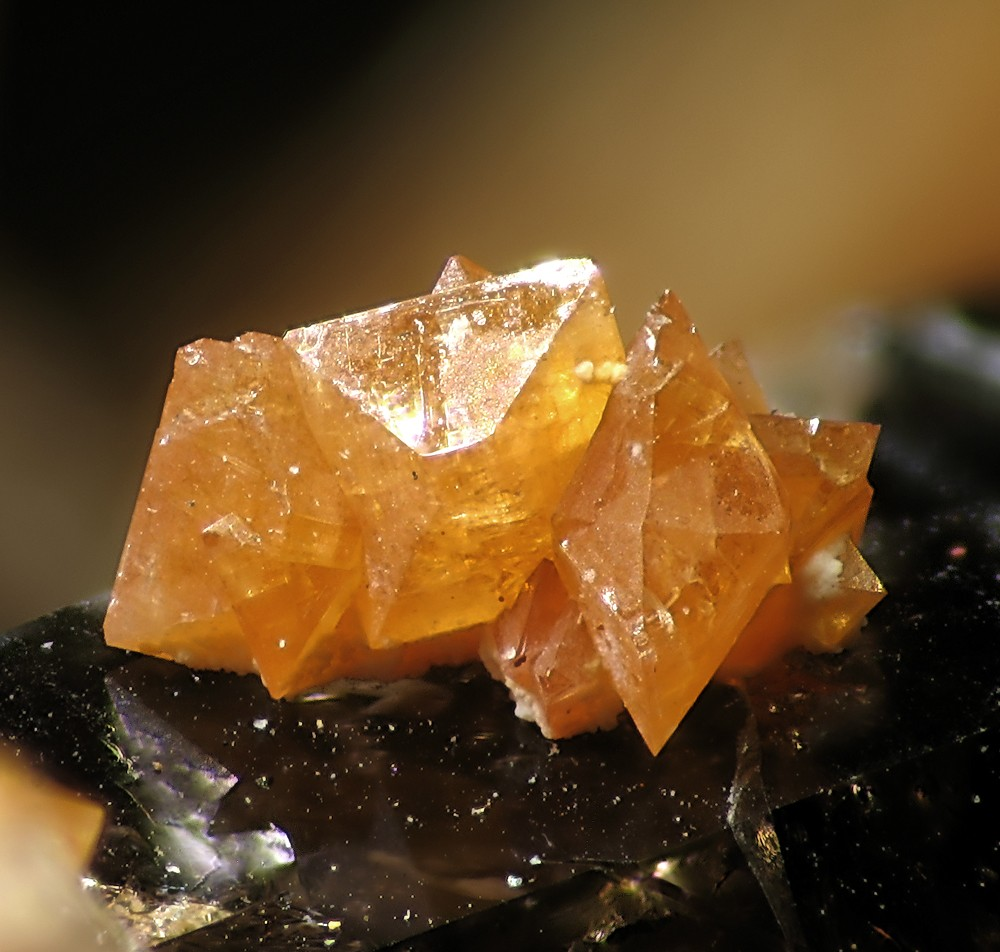
Xenotima-(Y)

Els minerals següents a vegades en contenen prou com a elements menors o en minerals relacionats
- apatita Ca
5(PO
4)
3(F,Cl,OH);
- cheralita (Ca,Ce)(Th,Ce)(PO
4)
2;
- eudialita Na
15Ca
6(Fe,Mn)
3Zr
3SiO(O,OH,H
2O)
3(Si
3O
9)
2(Si
9O
27;
- loparita (Ce,Na,Ca)(Ti,Nb)O
3;
- fosforits 3Ca
3(PO
4)
2·Ca(OH,F,Cl)
2;
- xenotima (Y,Ln)(PO
4);
- torita (Th,U)(SiO
4);
- argiles de terres rares (adsorció iònica);
- monazita secundària;
- alliberaments de solucions d'urani.

## Dipòsits i producció
Utilitzades durant molt de temps en pedres més lleugeres, les terres rares són difícils d'extreure i es va haver d'esperar que es produïssin en gran quantitat en el projecte Manhattan, segons el químic canadenc Frank Spedding, que va desenvolupar tècniques de bescanvi iònic sobre resines que produeixen terres rares en forma pura.

Per raó dels seus múltiples usos, sovint en zones d'alta tecnologia estratègicament importants, les terres rares estan sotmeses a informes estatals limitats, de manera que les estadístiques macroeconòmiques es mantenen al mínim. El 2018, les reserves mundials d'òxids de terres rares van ser estimades pel Servei Geològic dels Estats Units en 120 milions de tones, un 37 % propietat de la Xina, per davant del Brasil (18 %), el Vietnam (18 %), Rússia (10 %), l'Índia (6 %), Austràlia (2,8 %) i els Estats Units (1,2 %). La Xina estima que conté el 30 % de les reserves del món, tot i que proporciona el 90 % de les necessitats de la indústria i estudia les tècniques del seu reciclatge en residus electrònics. La producció mundial d'òxids de terres rares procedents de la Xina va ascendir a unes 120.000 tones el 2018 en una producció mundial de 170.000 tones, més del 70 % del total mundial; Austràlia, el segon major productor, va extreure només 20.000 tones (12 %), els Estats Units 15.000 tones (9 %), Myanmar 5.000 tones (3 %), Rússia 2.600 tones (1'5 %).

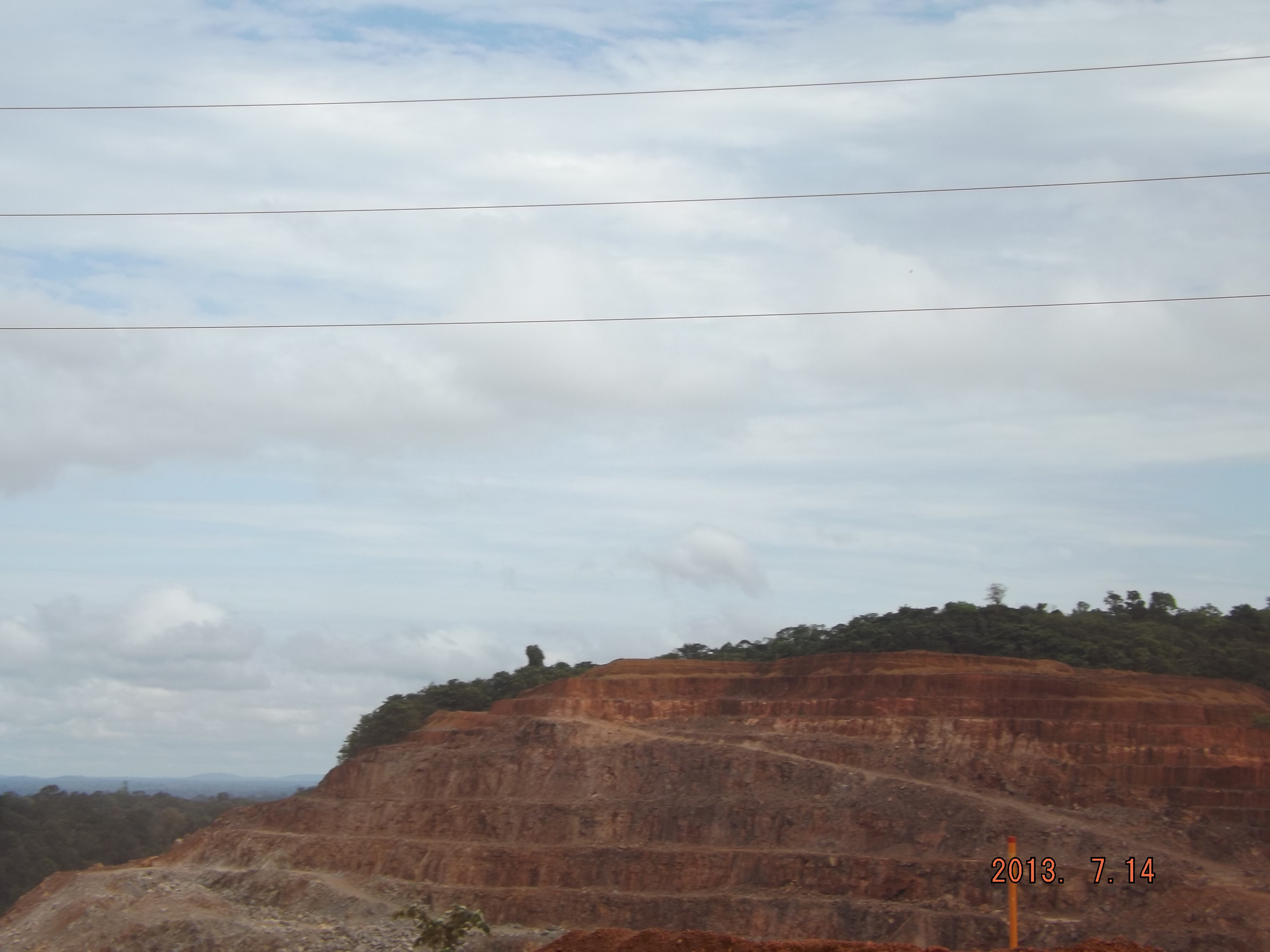
La Mina Gran a l'Amazonia

El juliol de 2011, científics japonesos van anunciar que havien trobat una nova reserva a les aigües internacionals del Pacífic (1.850 quilòmetres al sud-est de Tòquio), cosa que podria elevar el nivell de reserva actual fins a uns cent milions de tones, repartides en 78 llocs a profunditats de 3.500 per 6.000 metres. Tot i que aquest descobriment és interessant, atesa la creixent demanda d'aquests materials, l'extracció comporta problemes ambientals importants i només podria començar cap al 2023.[Va començar?]
El 2015 es va fer un estudi preliminar per a avaluar el potencial d'extreure terres rares dels residus sòlids de la producció de hidrogenfosfat de calci d'Ercrós a Flix (Ribera d'Ebre). S'han trobat concentracions mitjanes de 6,7 g/kg de residu (6 744 ppm), que és relativament poc en comparació amb la concentració més alta trobada a la mina xinesa de Bayan Obo (60 g/kg), però respectable en comparació amb els 1,35 g/kg en residu de fosfoguix o de 7,3 g d'un mineral sud-africà. L'avantatge és que surt d'un residu industrial, per la qual cosa no hi ha el cost de l'extracció d'un mineral verge. Amb una producció mitjana de 23 100 de tones de residus secs, això representa un potencial teòric 3,4 tones de terres rares.

### Hegemonia de la producció xinesa

Distribució de la producció mundial de terres rares de 1950 a 2000.

Fins a 1948, la majoria de les fonts de terres rares provenien de dipòsits de sorra a l'Índia i el Brasil. Durant els anys 1950, Sud-àfrica va esdevenir el principal productor després del descobriment d'enormes venes (en forma de monazita) a Steenkampskraal. Des de l'inici del segle xxi, les mines índies i brasileres encara produeixen alguns concentrats de terres rares, però han estat superades per la producció xinesa, que, a principi dels anys 2010, proporcionava el 95% del subministrament de terres rares. De les 170.000 tones produïdes el 2018, el 70,6% (120.000 tones) van ser produïdes per la Xina, que té el 37% de les reserves mundials. Per establir el control sobre aquests minerals estratègics, Pequín implementa una política industrial a llarg termini i treballa per agitar el joc geopolític global. Els Estats Units i Austràlia tenen reserves significatives (15% i 5% respectivament), però han deixat d'explotar-les a causa dels preus altament competitius de la Xina i de les preocupacions mediambientals.

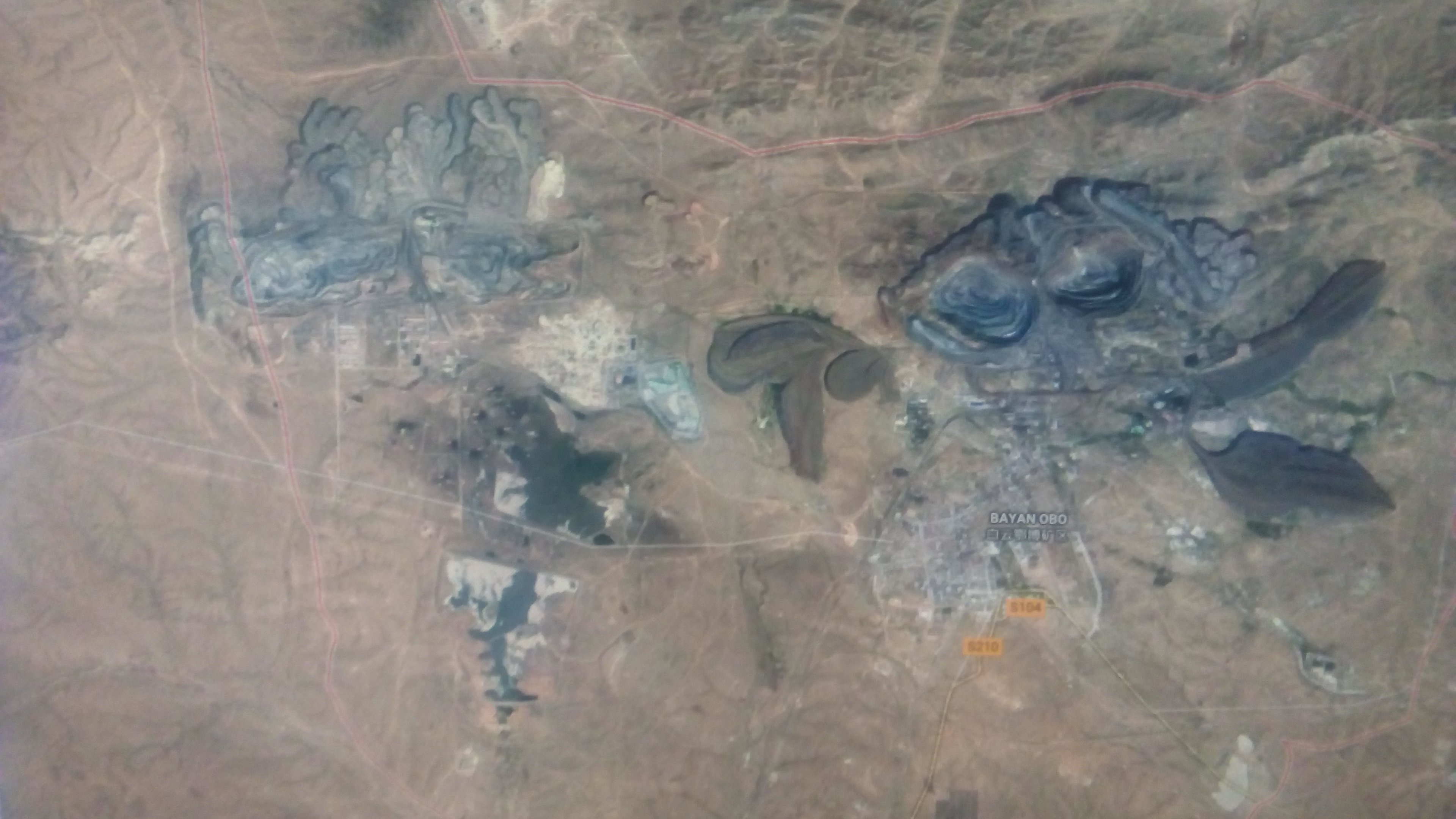
Mines a cel obert a Bayan Obo, Mongòlia Interior, Xina

Tota la gamma de terres rares és extreta per la Xina principalment a Mongòlia interior com a dipòsit de Bayan Obo, al districte miner de Baiyun. També hi ha terres rares a l'altiplà tibetà. Les mines il·legals estan generalitzades al camp xinès i sovint vinculades a la contaminació de les aigües circumdants. L'impacte de l'explotació de terres rares sobre el medi ambient té importants conseqüències socials a la Xina i el govern està intentant rendibilitzar el seu monopoli per equilibrar els efectes adversos i implementar processos costosos que els redueixin. Pequín ha introduït quotes estrictes des del 2005 i reduí les exportacions en uns 5 a 10 % anuals. Oficialment, a la Xina els beneficis financers relacionats amb l'explotació de terres rares no cobreixen el cost del desastre ecològic, ocupant el primer rang del sector nacional. La Xina va anunciar que reduiria les exportacions i produccions de terres rares un 10 % per al 2011 per raons mediambientals. Després de la denúncia presentada per la Unió Europea, els Estats Units i Mèxic el 2009, l'OMC condemna el 7 de juliol de 2011 Xina acabarà amb quotes de terres rares.

### Economies i diversificació de l'aprovisionament des de 2011

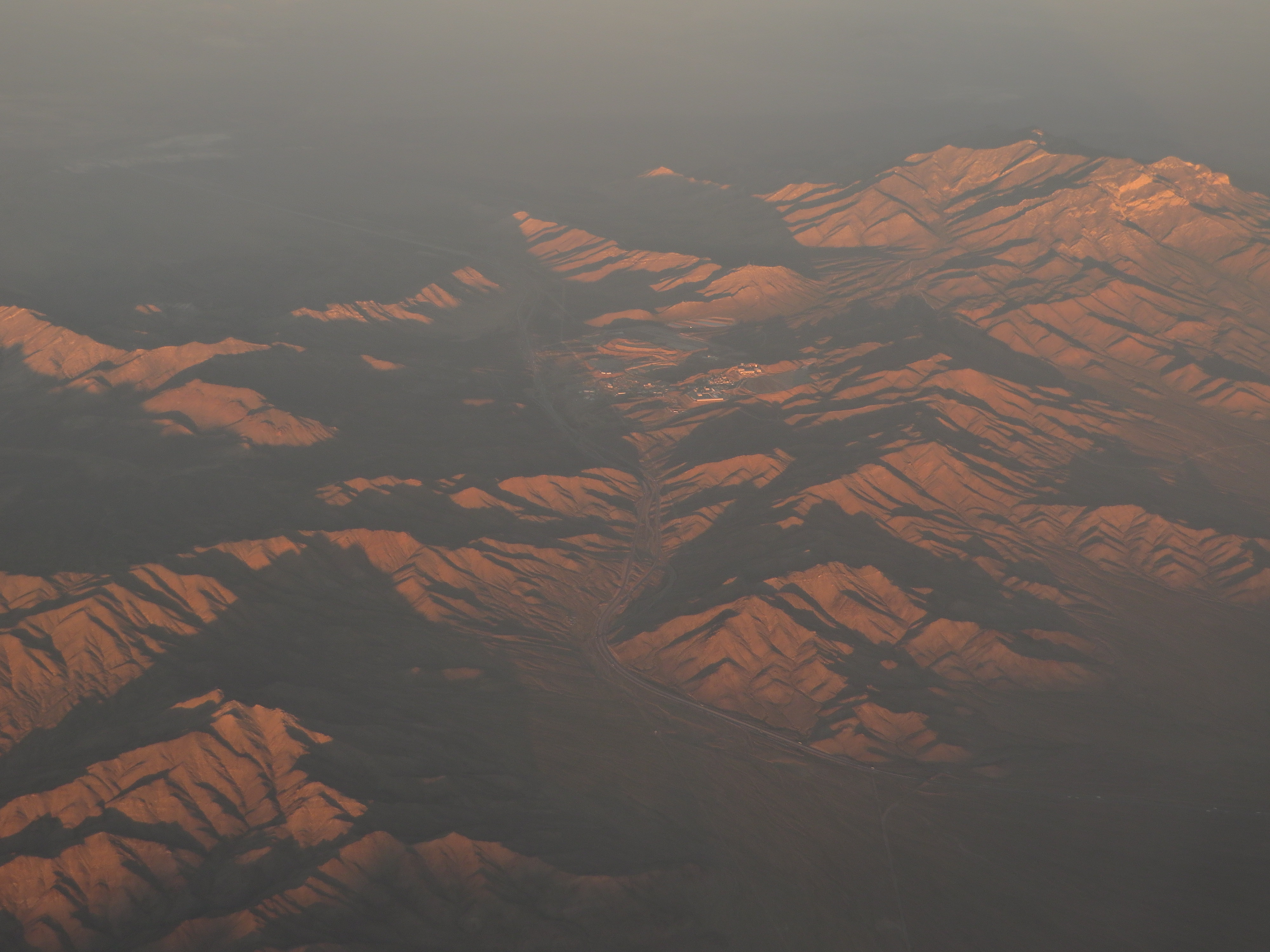
Zona de la mina de Mountain Pass a Califòrnia, EUA

El preu creixent el 2011 (per exemple, el preu del disprosi es va multiplicar per sis, el de terbi per nou) i el quasi-monopoli xinès va portar diversos països a rellançar l'exploració. El 2011, es van identificar més de 312 projectes d'exploració a tot el món, i van participar més de 202 empreses de diverses mides en no menys de 34 països. S'està estudiant la reobertura de la mina sud-africana. També s'estan avaluant alguns dipòsits canadencs (llacs de Hoidas), vietnamites, australians i russos. El 2013, la companyia australiana Lynas va obrir una mina a Malàisia, la més gran fora de la Xina. La mina de Mountain Pass a Califòrnia es va reobrir després de deu anys de tancament i després d'inversions d'1,25 milions de dòlars. Amb el temps, aquests dos llocs haurien de representar el 25% de la producció mundial.
A principi del 2015, només dos jaciments són explotats fora de la Xina, un a l'oest d'Austràlia, Mount Weld, l'altre a Mountain Pass (Califòrnia). Aproximadament cinquanta projectes estan en desenvolupament, la meitat dels quals són molt avançats, particularment al Canadà, Austràlia, Estats Units i Groenlàndia (Kvanefjeld). El 2020, unes vint empreses probablement podran produir terres rares fora de la Xina,[Ho van fer?] amb costos de desenvolupament d'uns 12.000 milions de dòlars mentre que el valor global del mercat dels òxids de terres rares es calculava en 3,8 mil milions de dòlars el 2014. El projecte de Norra Kärr a Suècia, un dels pocs d'Europa, s'espera amb impaciència pel mercat europeu perquè pot produir en quantitat disprosi, que cada cop més és difícil d'obtenir per als industrials, tot i que intenten reduir-ne l'ús. China Minmetals, un dels tres gegants de terres rares de la Xina, va dir a l'octubre de 2014 al South China Morning Post que la quota de mercat del país en el sector podria caure fins al 65%.
El 2019, en l'escalada la guerra comercial entre la Xina i els Estats Units, s'atien les especulacions que els xineses podrien utilitzar aquesta «arma» per pressionar el govern de Donald Trump, com que la indústria tecnològica nord-americana depèn en un 80% de les seves necessitats de primeres matèries xineses.

## Conseqüències ambientals

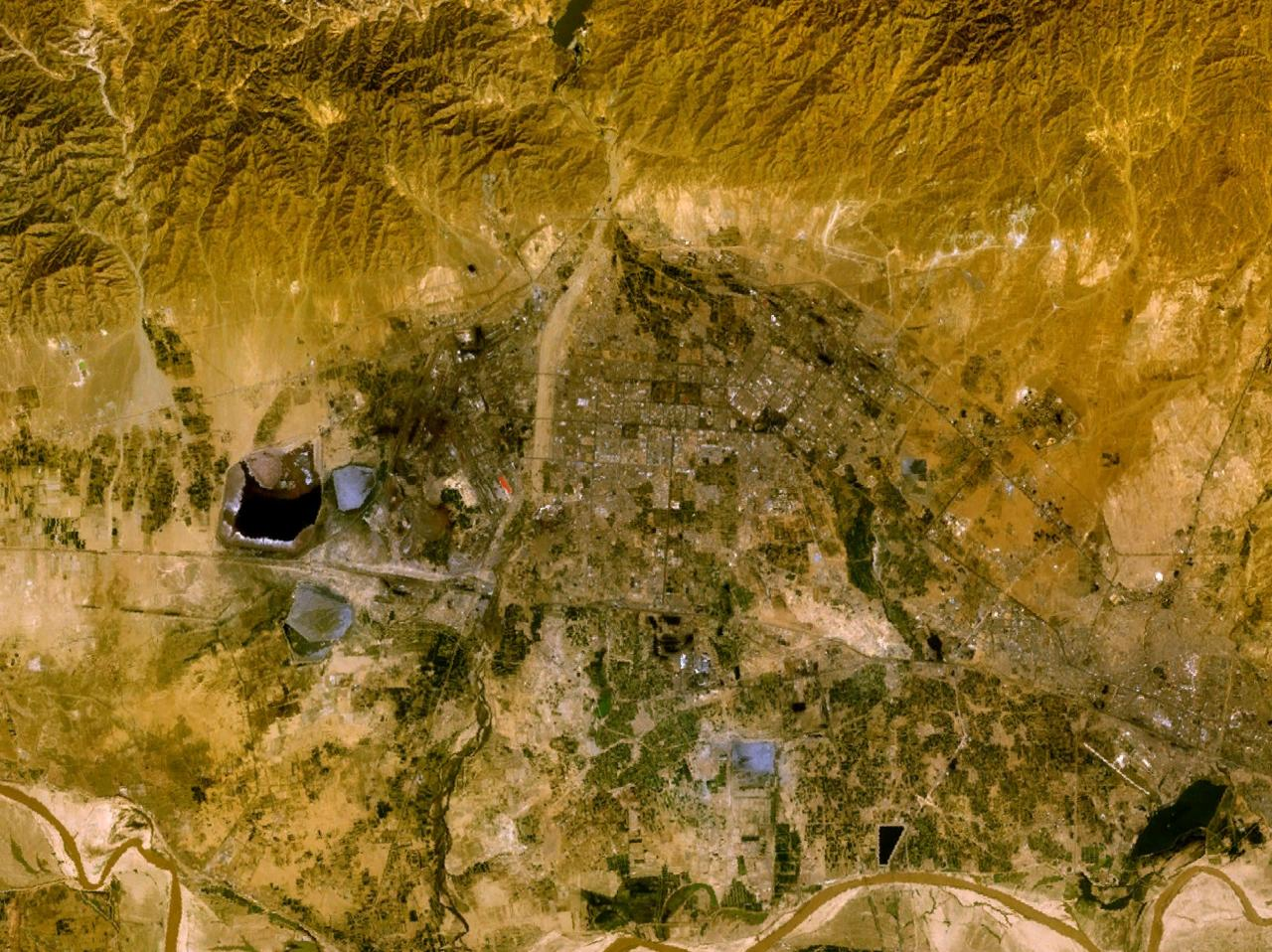
Baotou

L'extracció i el refinació de les terres rares condueix a una gran quantitat de residus tòxics: metalls pesants, àcid sulfúric així com elements radioactius (urani i tori). A Baotou, el major centre de producció de la Xina, els efluents tòxics s'emmagatzemen en un llac artificial que desborda de tant en tant al riu Groc. A aquesta contaminació s'hi afegeix la radioactivitat. Mesurat als pobles de Mongòlia Interior a prop de Baotou, és 32 vegades la radioactivitat normal (a Txernòbil és 14 vegades la normal). Els treballs realitzats el 2006 per les autoritats locals van demostrar que els nivells de tori al sòl de Dalahai eren 36 vegades superiors als d'altres llocs de Baotou. Com a resultat, el bestiar al voltant dels llocs d'extracció mor, els cultius cauen i la població pateix de càncer, essent la mortalitat del 70 per cent. Es tracta de càncers del pàncrees, pulmons i leucèmies. Seixanta-sis habitants de Dalahai van morir de càncer entre 1993 i 2005. Aquestes contaminacions van ser denunciades el 2011 en un informe de Jamie Choi, llavors responsable de Greenpeace Xina.
Els efectes ecotoxicològics i toxicològics de les formes solubles de terres rares estan poc estudiats. Sembla que hi ha òrgans objectiu, per exemple, més del 78% de les terres rares administrades per injecció en rates de laboratori es troben en el seu fetge (òrgan de desintoxicació), els seus ossos (de vegades s'utilitzen per emmagatzemar verins, com el plom) i la seva melsa. A dosis elevades, Y, Eu, Dy administrat com a clorur injectable a les rates es dirigeix principalment a la melsa i als pulmons i afecta els nivells de Ca en el fetge, la melsa i els pulmons. Es va estudiar la cinètica d'algunes terres rares i variacions temporals en les concentracions articulars de Ca, per exemple, per a Pr, Eu, Dy, Yb (dosi baixa) i Y (dosis altes). S'extreuen de la sang en 24 hores, principalment pel fetge (on després de la injecció a la sang, les taxes augmenten ràpidament i fortament en els següents 8 a 48 hores i després disminueixen), però són retinguts per diversos òrgans durant un "llarg període". El fetge sembla capturar més: Y, Eu, Dy i Yb, que després disminueixen excepte la Pr hepàtica que es manté alta. Els canvis en les concentracions de Ca al fetge, a la melsa i als pulmons "coincideixen" amb les variacions de terres rares. S'ha observat una hepatotoxicitat severa després de l'administració de Ce i Pr (amb icterícia i elevat sèrum GOT (o ASAT) i el GPT (o ALT) són els més alts en "Dia 3"). Des del punt de vista de la seva hepato-toxicitat i pertorbació de Ca, els clorurs de terres rares semblen classificar-se en tres grups (lleugers, mitjans, pesats) amb una toxicitat variable segons el seu radi iònic i segons el seu comportament i cinètica en l'organisme.

## Ús, reciclatge
Molts d'aquests elements tenen propietats úniques que les fan útils en moltes aplicacions: òptica (coloració de vidre i ceràmica, televisió en color, il·luminació fluorescent, radiografia mèdica), química i estructural (esquerdes de petroli, convertidors catalítics), mecànica (la seva duresa combinada amb una reacció química facilita el polit de vidre a la òptica avançada), magnètica (propietats excepcionals que els permeten, en aliatge amb altres metalls, la miniaturització dels imants d'alt rendiment, utilitzats en particular en aerogeneradors, telefonia, electrodomèstics); l'ús de terres rares ha augmentat des de la darreria del segle xx. A més a més, les terres rares s'utilitzen per al creixement verd.
L'any 2012, les quotes xineses per a l'exportació de terres rares van amenaçar el subministrament d'indústries d'alta tecnologia a Europa o Amèrica (quotes denunciades a l'OMC, que han de decidir-ho). Les empreses que afirmen ser del camp de les (eco) tecnologies que necessiten escandi, itri i lantanoides han animat els fabricants a obrir unitats de reciclatge, fins i tot a França amb Récylum per tal de recuperar llums fluorescents compactes. final de vida incloent lantani, ceri i, en especial, l'itri, europi, terbi i gadolini que ara és valuós. Amb aquesta finalitat, Rhodia ha obert una unitat de recuperació de pólvores blanques per a làmpades a Saint-Fons, així com una unitat de recuperació i reprocessament a La Rochelle. Els dos llocs es van tancar al corrent de 2016 per falta de rendibilitat.
Aquest augment dels preus també ha portat els països consumidors a establir un millor reciclatge de productes manufacturats. El Japó depèn en gran manera de la recuperació de terres rares per subministrar la seva indústria nacional. A França, la multinacional belga Solvay va obrir el 2012 a prop de Lió una unitat per recuperar sis terres rares de bombetes de baix consum usades. Els industrials també cerquen solucions per reduir la quantitat de necessària en la producció. Nissan, per exemple, a les bateries dels vehicles elèctrics, ha reduït d'uns 40% la quantitat de disprosi.

### Components per a vehicles elèctrics i híbrids
El creixement de les vendes de vehicles elèctrics hauria augmentat l'interès per algunes terres rares: components dels acumuladors del tipus NiMH (lantà) i de la fabricació d'imants compactes per a motors elèctrics síncrons «sense escombretes» (neodimi, disprosi, samari).
Tot i això, els cotxes elèctrics recents (Renault Zoe, Tesla…) utilitzen bateries de ions Li i «bobines d'excitació», en lloc d'imants permanents, per la qual cosa necessiten menys terres rares que les altres vehicles (per a micro-motors elèctrics per a miralls, vidrieres, seients…) Les empreses Seat i Mavilor, junts amb la Universitat Politècnica de Catalunya (UPC) de Terrassa també treballen en la recerca de vehicles elèctrics més eficients, amb menys d'imants permanents.

### Aliatges metàl·lics
L'òxid d'itri Y₂O₃ s'utilitza en aliatges metàl·lics per millorar la resistència a la corrosió a temperatures elevades.

### Colorants
Els òxids i sulfurs de terres rares també s'utilitzen com a pigments, especialment per al vermell (per substituir el sulfuro de cadmi) i per les seves propietats fluorescents, especialment en làmpades de descàrrega (neó, bombetes fluorescents compactes), les "xarxes" de llums de càmping, com a pantalles de càtode de fotòfors, així com recentment com a dopatge en diferents tipus de làsers.
Tanmateix, una gran part de la producció de terres rares s'utilitza en forma de barreja. La barreja de metalls de terres rares anomenada mischmetall sol ser rica en terres cèriques. A causa d'aquesta important proporció de ceri, s'incorpora a les aliatges per obtenir una pedra més lleugera. També s'utilitza com a catalitzador per a la captura d'hidrogen (dipòsit).